# Luther Allison

Luther Allison, 1990er Jahre

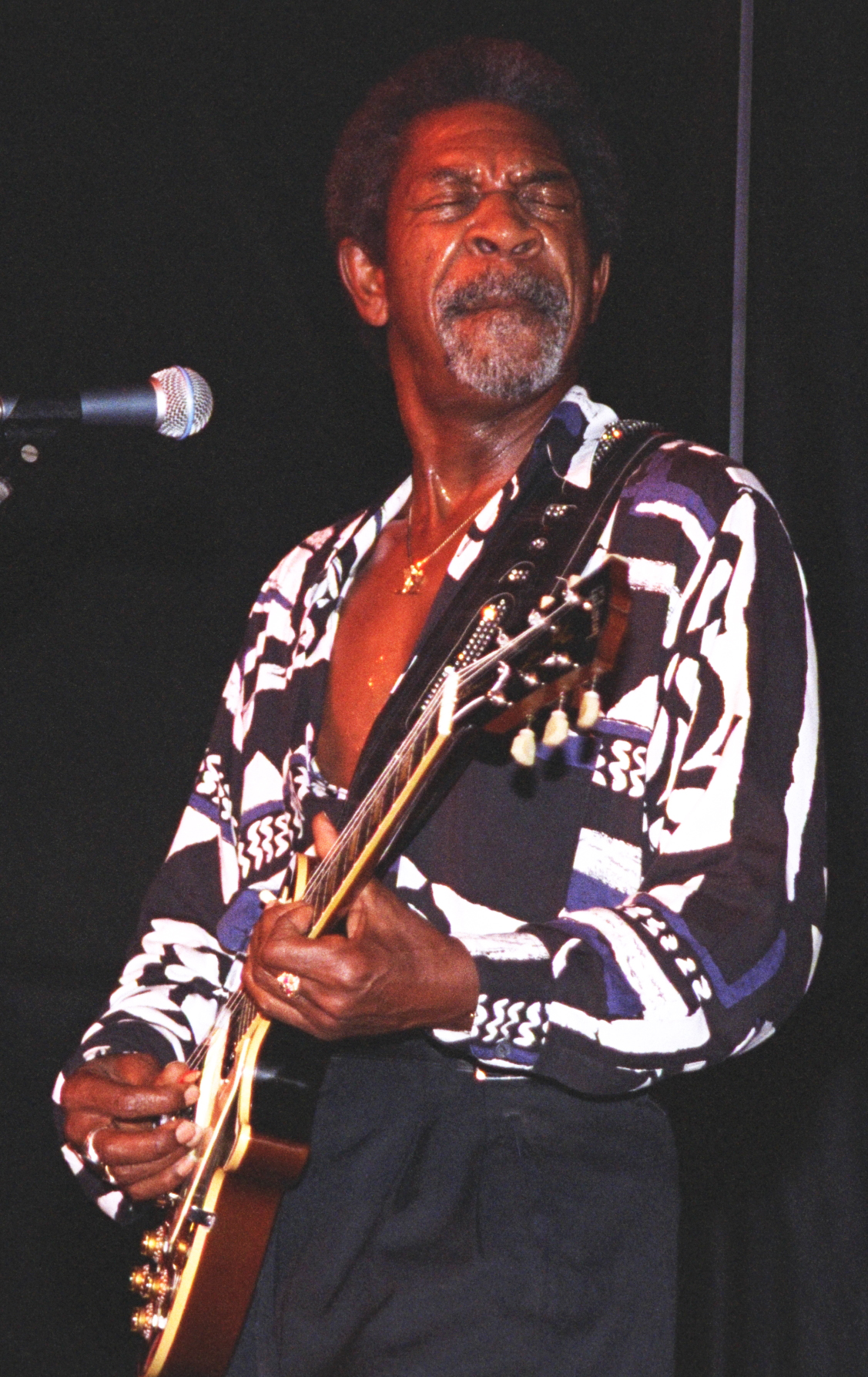
Luther Allison 1996

Luther Allison (* 17. August 1939 in Widener, Arkansas; † 12. August 1997 in Madison, Wisconsin) war ein US-amerikanischer Bluesmusiker (Gitarrist, Sänger, Songwriter).

## Biographie
In seiner Kindheit wuchs er mit Gospelmusik auf. 1951 zog Allisons Familie nach Chicago, wo er sich der Gospelgruppe Southern Travellers anschloss. Durch den Einfluss seines Bruders Ollie Lee verschob sich sein Interesse zunehmend zum Blues und von 1954 an spielte er in der Bluesband seines Bruders. 1957 verließ er sie und gründete eine Band mit seinem Bruder Grant, die zuerst The Rolling Stones hieß und später in Four Jivers umbenannt wurde. Bereits zuvor hatte er in den Chicagoer Clubs als Sideman für Musiker wie Magic Sam, Otis Rush und Freddie King gearbeitet.
1965 nahm er seine erste Single auf, gefolgt von seinem ersten Album Love Me Mama 1967. 1969 hatte er einen umjubelten Auftritt auf dem Ann Arbor Blues Festival. Zugleich wurde sein Stil rocklastiger, wodurch seine Karriere einen Popularitätsschub erhielt.
Nach etlichen Tourneen in den Staaten ging Allison Mitte der 1970er auch in Europa auf Tour. 1977 zog er nach Frankreich, wo er 15 Jahre lang lebte. 1994 hatte Allison mit dem Album Soul Fixin' Man ein bemerkenswertes Comeback in Amerika. Sowohl er selbst als auch das Album gewannen je vier Handy Awards. Auch in den folgenden Jahren wurde Allison vielfach ausgezeichnet, so z. B. mit dem Living Blues Award 1995 als bester Liveact. 1996 erhielt er den Award in fünf Kategorien, darunter als bester männlicher Blueskünstler und wieder als bester Liveperformer. 1997 wurde er in drei Kategorien mit dem Preis ausgezeichnet und 1998 erhielt er ihn als bester Gitarrist und Bluessänger.
Während einer Tour im Sommer 1997 wurde bei Luther Allison Lungenkrebs diagnostiziert. Er starb fünf Tage vor seinem 58. Geburtstag. Posthum wurde er 1998 in die Blues Hall of Fame aufgenommen.
Sein Sohn Bernard Allison ist ebenfalls ein begabter Blues-Gitarrist.

## Diskografie
Studioalben
- Love Me Mama (1969)
- Bad News Is Coming (1973)
- Luther's Blues (1974)
- Night Life (1975)
- Love Me Papa (1977)
- Gonna Be a Live One in Here Tonight (1979)
- Southside Safari (1979)
- Power Wire Blues (1979)
- Time (1980)
- Lets Have a Natural Ball (1984)
- Life Is a Bitch (1984)
- Here I Come (1985)
- Serious (1987)
- Let's try it again (1989)
- Hand Me Down My Moonshine (1992)
- Soul Fixin' Man (1994)
- Bad Love (1994)
- Blue Streak (1995) Living Blues Award 1996 Bestes Album
- Rich Man (1987)
- Rick Moon (1996)
- Reckless (1997)
- Pay It Forward (2002)
- Standing at the Crossroad (2003)
- Underground (2007)

Live-Aufnahmen
- Live in Paris (1979, neu aufgelegt 2001)
- Live (1979)
- Live ’89 (1996)
- More From Berlin 1989
- Live In Montreux (1996)
- Live in Chicago (1999) Living Blues Award 2000 Bestes Album
- Live In Paradise, DVD (2001)
- Songs from the road Montreal Jazz Festival 2007 CD+DVD Ruf Record GMBH (2010)

Gastauftritte (Auswahl)
- Johnny Shines Johnny Shines With Big Walter Horton (1969)
- Shakey Jake Further on Up the Road  (1969)
- Sunnyland Slim Slim's Got His Thing Goin' on (1969)
- Blues Company Damn! Let's Jam (1991)
- Johnny Hallyday: La guitare fait mal Live Bercy (1992)
- Joanna Connor Band: Rock and Roll Gypsy (1995)
- Otis Grand Perfume and Grime (1996)
- Hound Dog Taylor: A Tribute  (1998)
- Jimmy Johnson Every Road Ends Somewhere  (1999)
- Bernard Allison Hang On!   (2001)
- Otis Rush Otis Rush & Friends: Live At Montreux 1986  (2006)